# 錫利斯特拉
錫利斯特拉（羅馬化：Silistra）是位於保加利亞東北部多布羅加的一個港口城市。靠近羅馬尼亞邊境。錫利斯特拉州的首府所在地，也是南多布羅加的一個重要城市。古罗马时期名为杜罗斯托鲁姆（拉丁語：Durostorum），罗马帝国晚期军事统帅埃提乌斯生于此地。南极洲的杜罗斯托鲁姆湾以此地命名。